# 신기항 (여수시)
신기항은 전라남도 여수시 돌산읍 신복리 신기마을에 있는 지방어항이다. 시설관리자는 여수시장이다.

## 연혁
- 2007년 8월 8일 어촌정주어항으로 지정되었다.
- 2020년 1월 23일 대한민국의 지방어항으로 승격되었다.[1]

## 어항 구역
- 육역 : 돌산읍 신복리 901-11 등 23필지
- 수역 : 면적 86,752㎡

화태대교측 소형어선 접안구역 북측 연접지점 (X=267,808,Y=223,419) 이점에서 정서측으로 75m 나아간 해상점 (X=267,733,Y=223,419) 이점에서 정남측으로 115m 나아간 해상점 (X=267,733,Y=223,305) 이점에서 정남에서 동측으로 45°방향 80m 나아간 해상점 (X=267,789, Y=223,248) 이점에서 정남에서 서측으로 25°방향 100m 나아간 해상점 (X=267,747, Y=223,158) 이점에서 정남에서 동측으로 50°방향 230m 나아간 해상점 (X=267,923,Y=223,010) 이점에서 정동에서 남측으로 42°방향 165m 나아간 해상점 (X=268,046,Y=223,120) 이점에서 정동에서 북측으로 48°방향 130m 나아간 해상점 (X=268,133, Y=223,023) 이점에서 정남에서 서측으로 48°방향 130m 나아간 해상점 (X=268,036, Y=222,936) 이점에서 정남에서 동측으로 42°방향 210m 나아간 해상점 (X=268,177, Y=222,780) 이점에서 정동에서 남측으로 37°방향 221m 나아간 육지점 (X=268,354, Y=222,914)을 순차적으로 연결한 선내의 공유수면

## 어항 시설
- 방파제 680m, 파제제 65m

## 기본계획
- 방파제 800m, 파제제 65m, 물양장30m, 호안436m[2]

## 정비 계획
- 방파제 120m, 물양장30m, 호안436m[3]

## 주요 어종
- 감성돔, 볼락, 노래미